# 费尔南多·卢卡斯·马丁斯
费尔南多·卢卡斯·马丁斯（Fernando Lucas Martins；1992年3月3日—），通稱為费尔南多（葡萄牙語：Fernando），巴西職業足球員，司職防守中場。

## 俱樂部生涯
費爾南多·盧卡斯·馬丁斯出道於格雷米奧足球俱樂部。2013年從格雷米奧轉會至頓內次克礦工。
巴西俱樂部格雷米奧以1300萬歐元（1105萬英鎊）的價格簽定了中場費爾南多轉會頓內次克礦工的交易。
在雙方完成交易之前，意甲球隊拿玻里本來有望簽下費爾南多，但最終未能實現。
2015年夏天，費爾南多轉會意甲桑普多利亞足球俱樂部。
2016年夏天，莫斯科斯巴达克以創俱樂部轉會記錄的1250萬歐元從桑普多利亞引進費爾南多。在莫斯科斯巴達克效力的三年時間裏，費爾南多共為球隊出場98次，貢獻12粒進球和11次助攻。
2019年7月31日，北京中赫國安官方宣佈，巴西球員費爾南多·盧卡斯·馬丁斯以租借的方式從俄超球隊莫斯科斯巴达克加盟。 8月2日，中超第21輪，北京國安主場2-0河北華夏幸福，國安新援費爾南多完成了球隊首秀。

## 外部連結
- Grêmio （葡萄牙語）
- Fernando （页面存档备份，存于） at Topforward